# Colónias (Antiguidade)
As colónias (português europeu) ou colônias (português brasileiro), na Antiguidade, eram cidades/estado fundadas por uma cidade-mãe, não tendo, ao contrário de colónias mais recentes, extensões muito grandes de território - somente o necessário para o objectivo com que cada cidade era fundada.

## Colónias fenícias
Os fenícios eram o maior poder comercial no Mediterrâneo no primeiro milénio antes de Cristo. Tinham contatos comerciais com o Egipto e a Grécia, estabelecendo também colónias na península Ibérica, em Gadir (moderna Cádis). De Gadir, controlavam o acesso ao oceano Atlântico e às rotas comerciais da Britânia. A mais famosa e próspera colónia fenícia foi Kart-Hadasht, uma colónia fundada a partir de Tiro. Seria mais tarde conhecida como Cartago.

## Colónias gregas ("apoikia")

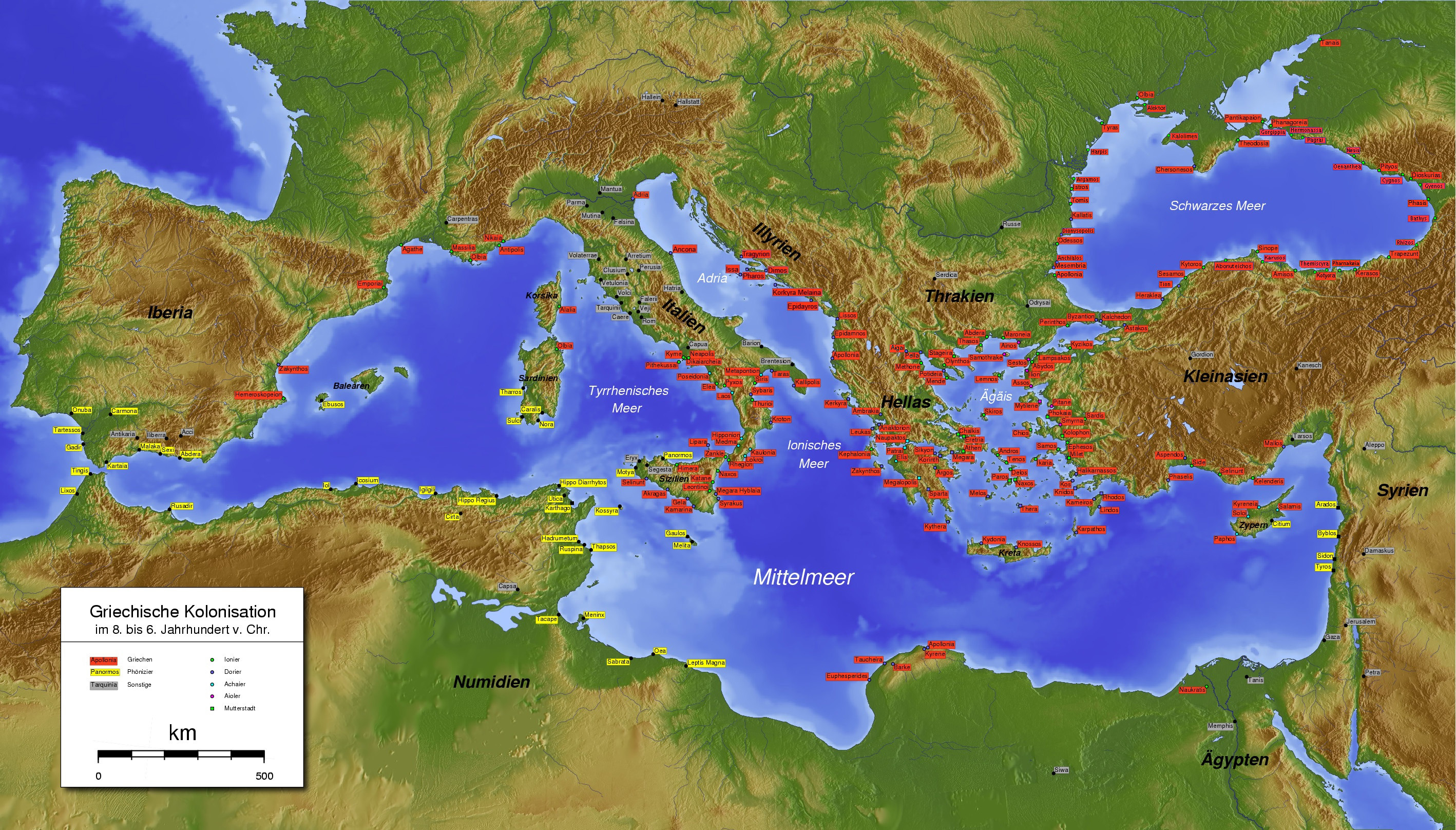
Mediterrâneo no ; Colonização fenícia em amarelo, grega em vermelho, e outras em cinzento

Na Grécia Antiga, as colónias eram por vezes fundadas por povos conquistados que deixaram as suas origens para escapar à subjugação às mãos do invasor; outras vezes eram fundadas devido a desordens civis, quando os derrotados das disputas internas deixavam a cidade para formar outra; outro motivo seria para aliviar a cidade-mãe do excesso de população, evitando assim conflitos internos. Mas na maior parte dos casos, o objectivo era estabelecer e facilitar relações comerciais com países estrangeiros e  trazer riqueza para a cidade-mãe.
Várias cidades-estado (mais de trinta) da Antiga Grécia tinham múltiplas colónias dispersas um pouco por todo o mundo mediterrânico, sendo que a mais activa era Mileto, com noventa colónias espalhadas pelo mar Mediterrâneo. Havia colónias desde as costas do mar Negro e Anatólia (moderna Turquia), no leste, até à costa sul da península Ibérica a oeste, bem como várias na costa norte de África.
Havia dois tipos de colónias, as apoikiai e as emporia. As primeiras eram cidades-estado autónomas; as segundas eram colónias que funcionavam como meros entrepostos comerciais.
As cidades-estado gregas começaram a estabelecer colónias por volta de 800 a.C. em Al Mina, na costa da Síria e Pithekoussai, em Ísquia, na Baía de Nápoles.
Novos colonos partiram da Grécia na transição entre a Idade das Trevas e o início do Período Arcaico. Uma vaga partiu no início do século VIII a.C. e outra durante o século VI a.C. Não só algumas cidades-mãe estavam sobrepovoadas, como a dinâmica económica e política grega, na altura, incitava as diversas cidades-estado a expandirem-se de modo a alargarem a influência comercial, num ritmo competitivo que se ia intensificando. Com tal expansão, o uso de moedas floresceu ao longo do Mediterrâneo.
Colónias gregas influentes no Mediterrâneo Oeste incluíam Cime, Régio por Cálcis e Zankle (século VIII a.C.), Siracusa por Corinto (cerca de 734 a.C.), Naxos por Cálcis (cerca de 734 a.C.), Massília pela Foceia (cerca de 598 a.C.), Agathe  pela Foceia (pouco depois de Massília), Eleia pela Foceia e Massília (cerca de 540 a.C.), Empório, por Foceia e Massília (início do século VI a.C.), Antípolis pela Acaia, Alália (Córsega) pela Foceia e Massília (cerca de 545 a.C.) e Cirene, no Norte de África por Tera (762/61 e 632/31 a.C.).

## Colónias romanas

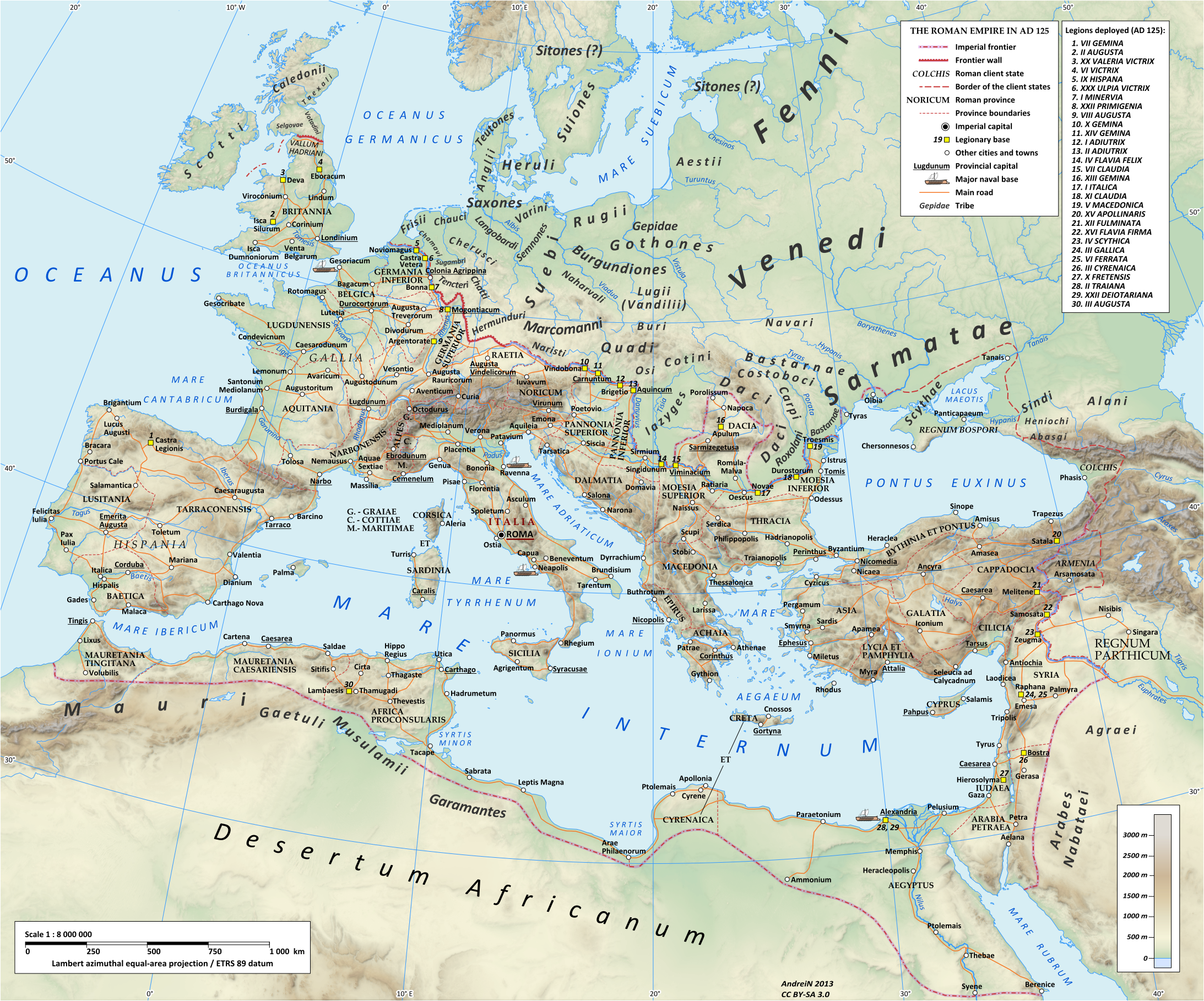
Império romano em 125

Era um velho costume Itália Antiga enviar colonos com o objectivo de assegurar novas conquistas. Os romanos, à falta de um exército, costumavam povoar as colónias com os seus próprios cidadãos nas cidades conquistadas como uma espécie de guarnição. A população era composta por não mais de trezentos cidadãos romanos, por um número maior de cidadãos da Liga Latina; uma segunda parte do território conquistado era entregue a outros colonos. As coloniae civium Romanorum (colónias de cidadãos romanos) tinham como objectivo principal segurar as duas principais costas da Itália, e foram chamadas, por isso, de coloniae maritimae. As coloniae latinae, que eram em muito maior número, tinham o mesmo propósito em terra firme.